# کوری آلموند
کوری آلموند (انگلیسی: Corey Allmond؛ زادهٔ ۲۰ ژانویهٔ ۱۹۸۸) بازیکن بسکتبال اهل ایالات متحده آمریکا است.